# Кушеванда
Кушеванда — деревня в составе Кестеньгского сельского поселения Лоухского района Республики Карелия.

## Общие сведения
Расположена на восточном берегу озера Шуванда.

## Население
| 2002 | 2009 | 2010 | 2013 |
| ---- | ---- | ---- | ---- |
| 2    | →2   | ↗4   | →4   |